# Robert Alt
Pour les articles homonymes, voir Alt.
Robert Alt, né le 2 janvier 1927 à Glion et mort le 4 décembre 2017, est un bobeur suisse notamment champion du monde en 1955 et champion olympique en 1956 en bob à quatre.

## Biographie
Robert Alt participe aux championnats du monde de 1955 à Saint-Moritz en Suisse avec Franz Kapus, Heinrich Angst et Gottfried Diener. Il est premier devant l'autre bob suisse et l'Allemagne de l'Ouest. Aux Jeux olympiques d'hiver de 1956 organisés à Cortina d'Ampezzo en Italie, il est champion olympique avec les mêmes coéquipiers devant les bobs Italie I et États-Unis I,.

## Palmarès

### Jeux Olympiques
- : médaillé d'or en bob à 4 aux JO 1956.

### Championnats monde
- : médaillé d'or en bob à 4 aux championnats monde de 1955.